# Paracobitis malapterura
Paracobitis malapterura is een straalvinnige vissensoort uit de familie van de bermpjes (Nemacheilidae). De wetenschappelijke naam van de soort werd voor het eerst geldig gepubliceerd in 1846 door Achille Valenciennes.

## Iran
In de bovenloop van veel Iraanse rivieren die in de Kaspische Zee uitmonden is de vis een talrijke verschijning. Daarnaast wordt hij in de Tigris, de Karoen, de Zarrin-Gol en de Kor aangetroffen. Bij een wetenschappelijk onderzoek werden van november 2006 tot oktober 2007 in de Zarrin-Gol rivier in Iran 370 exemplaren van de Paracobitis malapterura gevangen. Bij de vissen die gevangen werden, waren de oudste vrouwtjes 4+ jaar en de oudste mannetjes 3+ jaar. De lengte van de vissen varieerde van 30 tot 130 mm en het gewicht van 0,68 tot 30,55 gram. Tegenover elk mannetje werden 127 vrouwtjes aangetroffen. In de Zarrin-Gol is de dominante grootteklasse voor mannetjes 56-60 mm en voor vrouwtjes 70-75 mm in lengte.
Paracobitis malapterura wordt gebruikt als indicatorsoort voor de waterkwaliteit in de Kaspische Hooglanden, de Turanvlakte en het Kura-Zuid-Kaspische afwateringsgebied van Iran als onderdeel van een multimetrisch stelsel gebaseerd op 22 soorten vis. De vis is intolerant tegenover verzuring, eutrofiëring, organische vertroebeling en vervuiling door organische en toxische stoffen. De soort is limnofiel, reofiel en insectivoor.